# Harpalus curticornis
Harpalus curticornis är en skalbaggsart som beskrevs av Thomas Casey. Harpalus curticornis ingår i släktet Harpalus och familjen jordlöpare. Inga underarter finns listade i Catalogue of Life.